# Statek śródlądowy
Statek śródlądowy (statek żeglugi śródlądowej.) – ustawowo określony przedmiot prawa żeglugi śródlądowej.
Według art. 5 ustawy z 21 grudnia 2000 r. statkiem jest urządzenie pływające o napędzie mechanicznym lub bez napędu mechanicznego, w tym również prom, wodolot i poduszkowiec, przeznaczone lub używane na śródlądowych drogach wodnych do:
- przewozu osób,
- przewozu rzeczy,
- połowu ryb,
- utrzymania szlaku żeglownego,
- eksploatacji kruszywa,
- celów sportowych i rekreacyjnych,
- celów turystycznych na wodzie,
- nadzoru na wodzie,
- ratownictwa wodnego,
- szkolenia na wodzie,
- gastronomicznych, hotelarskich,
- zamieszkania, prowadzeni biura na wodzie, warsztatu,
- zakłady kąpielowe.

Statek, aby zostać dopuszczonym do ruchu, musi spełnić szereg warunków. Statek polski podlega, z pewnymi wyjątkami, obowiązkowi wpisu do rejestru administracyjnego polskich statków żeglugi śródlądowej, prowadzonego przez dyrektorów urzędu żeglugi śródlądowej właściwych miejscowo dla portu macierzystego.
Do polskiego rejestru może być wpisany tylko statek polski. Statkiem polskim może być wyłącznie statek należący do Skarbu Państwa, osoby prawnej, mającej siedzibę w Rzeczypospolitej Polskiej oraz obywatela polskiego zamieszkałego w Rzeczypospolitej Polskiej. Portem macierzystym statku jest jeden z portów wybrany przez armatora jako miejsce stałego postoju statku. Statek wpisany do rejestru oznacza się nazwą lub znakiem armatora, nazwą portu macierzystego i grupą liter rozpoznawczych kraju, w którym znajduje się port macierzysty statku.
W 1925 r. zawarto w Paryżu międzynarodową umowę o pomierzaniu statków żeglugi śródlądowej, następną umowę zawarto w Genewie w 1966 r.